# ASIAN VOLCANO
『ASIAN VOLCANO』（エイジアン・ボルケイノ）は、BOWWOWの8枚目のオリジナル・アルバム。

## 概要
2000年12月21日には、山本恭司によりデジタル・リマスタリングされ、デジパック仕様で初CD化された。
2011年9月7日には、Blu-spec CD化され、紙ジャケット仕様で再発売した。

## 収録曲
（全作詞（特記以外）：ジョン・J・スタンレー、全作曲（特記以外）：山本恭司）
1. Rock and Roll Tonight
2. In My Image
3. Get Out of My Life
4. Devil Woman
5. Don't Cry Baby'
  - 作詞・作曲：斉藤光浩
6. Getting Back on the Road
  - 作曲：佐野賢二
7. Canon of Manon
  - 作詞：山本恭司
8. Take Me Away
9. Rollin' Free
  - 作詞：斉藤光浩、浦田賢一 / 作曲：斉藤光浩
10. Touch Me I'm on Fire
11. Breakdown Of The Earth※2011年盤のみ
  - 1981年4月26日に日比谷野外音楽堂で行われたライブを収録した映像。